# Youna Dufournet
Youna Dufournet (Saumur, 19 de janeiro de 1993) é uma ginasta francesa que compete em provas de ginástica artística. 
Youna disputou o Campeonato Mundial de Londres, em 2009; conquistando a medalha de bronze na prova do salto.

## Carreira
Youna nasceu em Saumur, província no oeste da França. Filha de Alain e Armel, iniciou na ginástica, aos dois anos de idade. Destacando-se na ginástica do país, participou do Campeonato Nacional Júnior, em Toulouse, no qual conquistou o título no individual geral, e nas barras assimétricas.
Em 2008, participou do Campeonato Nacional Júnior, sendo novamente ouro no evento geral individual. No Europeu Júnior, fora medalhista de ouro no salto, e nas barras, e prata na prova coletiva e no solo. No ano de 2009, seu primeiro como sênior, disputou o Sidijk Tournament, no qual encerrou com a medalha de prata no all around, superada pela neerlandesa Wyomi Masela. Como próximo compromisso do ano, participou da Copa América. No evento, caiu por três vezes na trave, e uma vez no solo, sendo apenas oitava colocada geral. Em sua maior competição sênior, deu-se o Europeu de Milão. Nele, Youna classificou-se para a final individual geral e das paralelas assimétricas. No geral, somou 53,025 pontos, encerrou então na 10ª colocação; a campeã da prova fora a russa Ksenia Semenova. Nas barras, novamente não subiu ao pódio, ao encerrar na quarta colocação, empatada com a vice-campeã geral do evento, Ksenia Afanasyeva.
Nos Jogos do Mediterrâneo de 2009, realizado em Pescara, Youna conquistou um total de cinco medalhas, sendo quatro de ouro. Na final coletiva, superou a equipe italiana, favorita da competição. Individualmente, fora campeã da prova geral, do salto e das barras. Na trave e solo, fora medalhista de prata, e quinta colocada, respectivamente. Em outubro do mesmo ano, durante o Campeonato Mundial de Londres, Youna foi a final do individual geral. Nele, somou 56,650 pontos, e encerrou na quinta colocação; a americana Bridget Sloan, conquistou a medalha de ouro. Em sua última final: o salto, fora medalhista de bronze, superada pela suiça Ariella Kaeslin e pela americana Kayla Williams, prata e ouro, respectivamente. Em abril de 2010, competiu na etapa de Paris, da Copa do Mundo. Nela, qualificada para duas finais, encerrou medalhista nos dois eventos. No primeiro, o salto, somou 14,400 pontos, e conquistou a medalha de ouro; nas paralelas assimétricas, só obteve nota para a terceira colocação, superada pela britânica Elizabeth Tweddle e pela chinesa He Kexin.

## Principais resultados

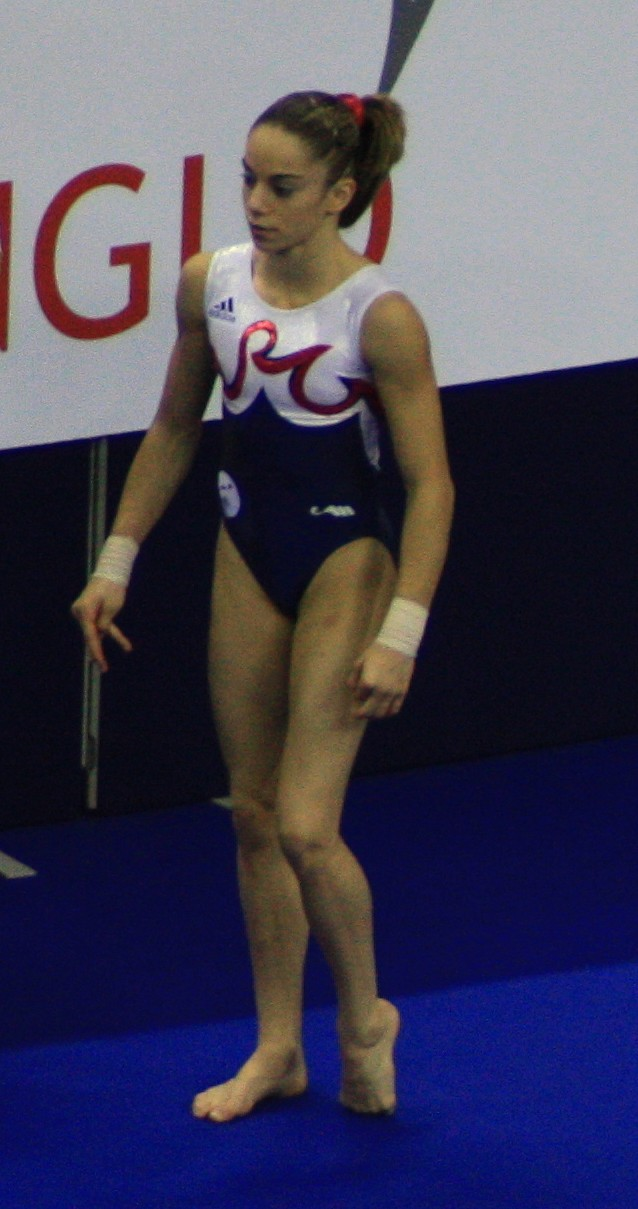
Dufournet durante o Campeonato Mundial de Londres, em 2009

| Ano  | Evento                                    | AA              | Equipe           | Salto sobre o cavalo | Trave            | Barras assimétricas | Solo             |
| ---- | ----------------------------------------- | --------------- | ---------------- | -------------------- | ---------------- | ------------------- | ---------------- |
| 2008 | Campeonato Nacional (júnior)              | Medalha de ouro |                  |                      |                  |                     |                  |
| 2008 | Campeonato Europeu Júnior                 |                 | Medalha de prata | Medalha de ouro      | 5º               | Medalha de ouro     | Medalha de prata |
| 2009 | Copa América                              | 8º              |                  |                      |                  |                     |                  |
| 2009 | Campeonato Europeu de Ginástica Artística | 10º             |                  |                      |                  | 4º                  |                  |
| 2009 | Jogos do Mediterrâneo                     | Medalha de ouro | Medalha de ouro  | Medalha de ouro      | Medalha de prata | Medalha de ouro     | 5º               |
| 2009 | Campeonato Mundial de Ginástica Artística | 5º              |                  | Medalha de bronze    |                  |                     |                  |
| 2010 | Copa do Mundo - Paris                     |                 |                  | Medalha de ouro      |                  | Medalha de bronze   |                  |
| 2010 | Campeonato Europeu de Ginástica Artística |                 | 4º               | Medalha de prata     |                  | 6º                  |                  |